# Elena Colas
Elena Colas (Chambray-lès-Tours, Indre y Loira, 1 de mayo de 2010) es una gimnasta artística francesa. Fue campeona júnior de concurso completo, barras asimétricas y por equipos en el Campeonato Europeo de Gimnasia Artística Femenina 2024.
Colas lideró al equipo francés hacia una medalla de oro en el Campeonato Europeo Juvenil de 2024, y ganó el título individual en el concurso completo. Luego, en la final del evento, empató con la italiana Giulia Perotti por la medalla de oro en las barras asimétricas, y ganó la medalla de bronce en salto de potro.

## Palmarés internacional
| Campeonato Europeo | Campeonato Europeo | Campeonato Europeo | Campeonato Europeo   |
| Año                | Lugar              | Medalla            | Prueba               |
| ------------------ | ------------------ | ------------------ | -------------------- |
| 2024               | Rímini (Italia)    | Medalla de oro     | Concurso por equipos |
| 2024               | Rímini (Italia)    | Medalla de oro     | Barras asimétricas   |
| 2024               | Rímini (Italia)    | Medalla de oro     | Concurso individual  |
| 2024               | Rímini (Italia)    | Medalla de bronce  | Salto de potro       |